# 春日神社 (大島町)
春日神社（かすがじんじゃ）は、東京都大島町（伊豆大島）にある神社。

## 概要
伊豆大島南部の差木地（さしきじ）地区の北方、岳の平（たけのひら）の南麓に鎮座している。
創建は不詳。境内には百株ほどのイヌマキの巨木をはじめ、タブノキやスギが林立しており、1958年（昭和33年）には「春日神社イヌマキ群叢」として東京都の天然記念物に指定されているが、2019年（令和元年）9月の台風により大規模な倒木被害に遭った。

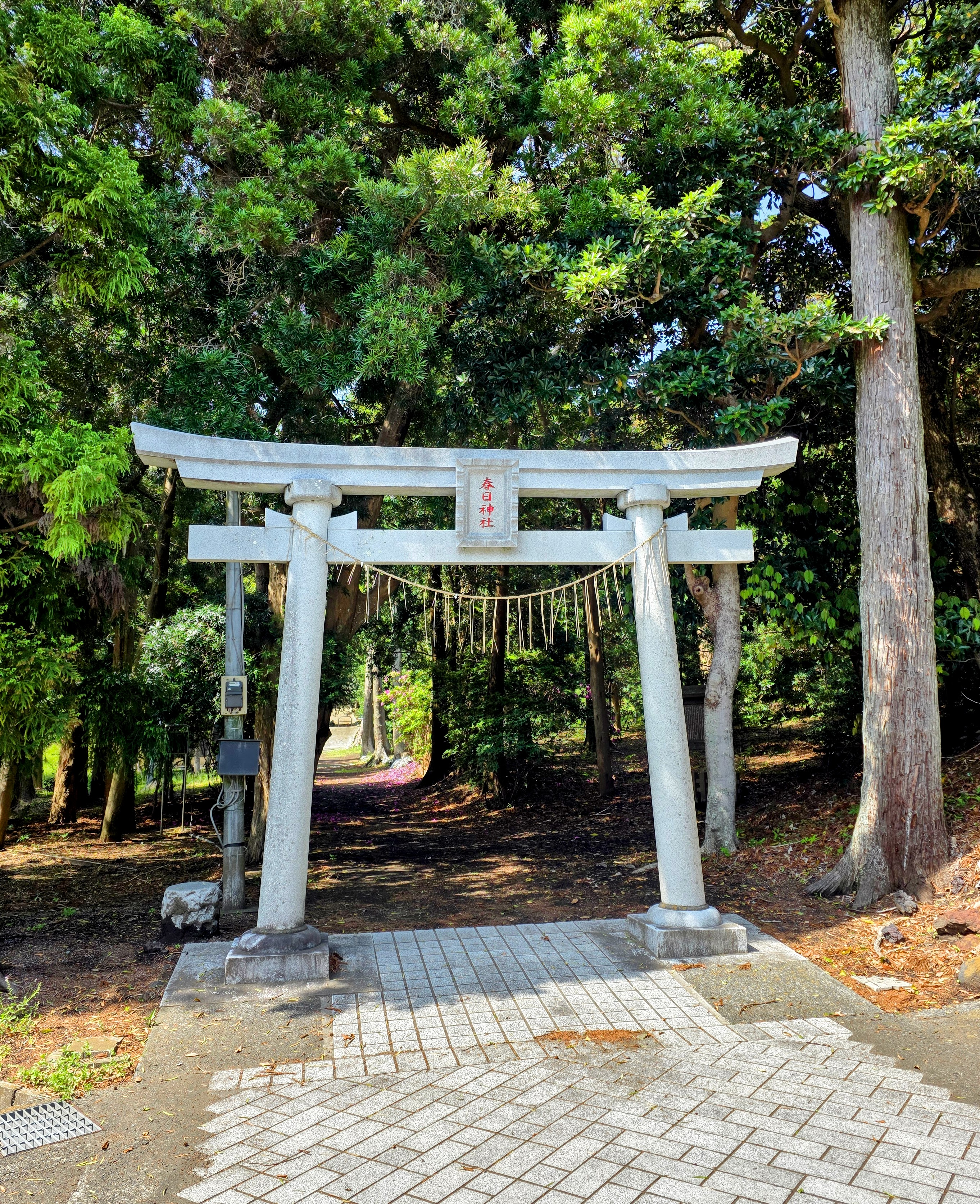
一の鳥居

## 祭神
- 天児屋根命

## 文化財
- 春日神社のイヌマキ群叢 - 都指定天然記念物[3][4]。

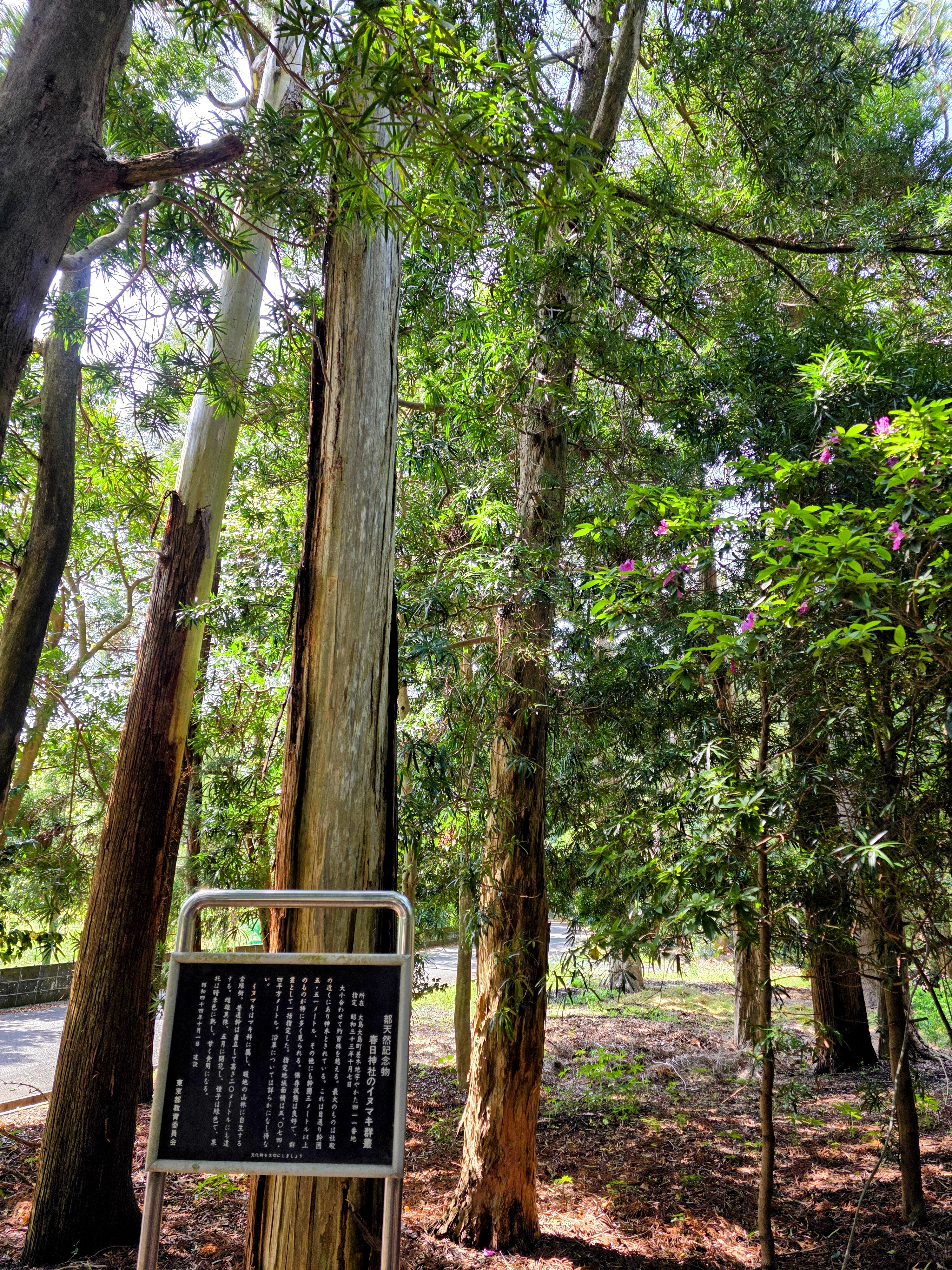
イヌマキ群叢